# Dobrovice
Dobrovice (niem. Dobrowitz) – miasto w Czechach, w kraju środkowoczeskim. Według danych z 31 grudnia 2003 powierzchnia miasta wynosiła 2463 ha, a liczba jego mieszkańców 2954 osób.

## Demografia
| Rok             | 1970  | 1980  | 1991  | 2001  | 2003  |
| --------------- | ----- | ----- | ----- | ----- | ----- |
| Liczba ludności | 3 222 | 3 135 | 2 936 | 2 937 | 2 954 |

Źródło: Czeski Urząd Statystyczny